# Evangelische Kirche Pobershau

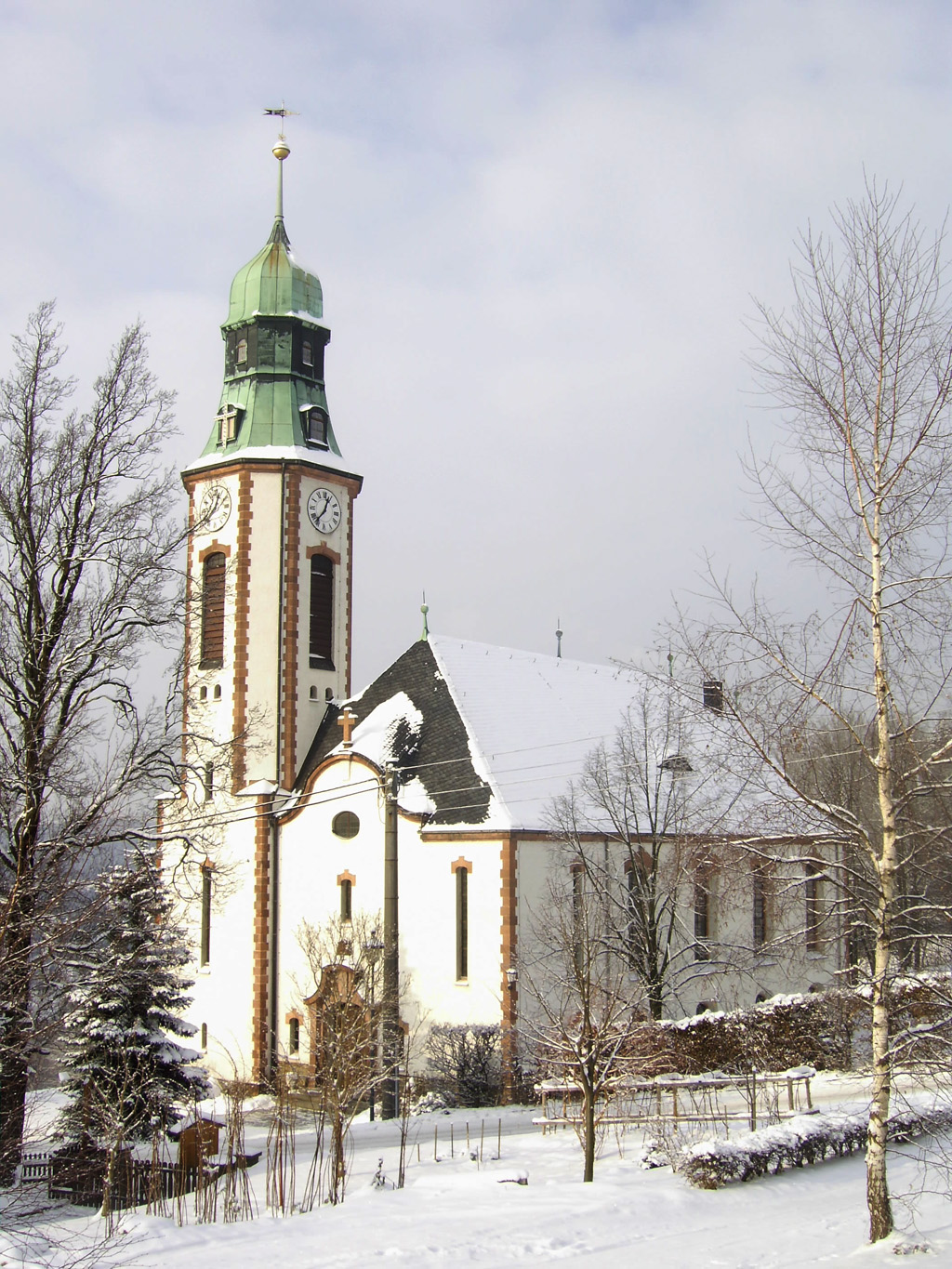
Kirche Pobershau

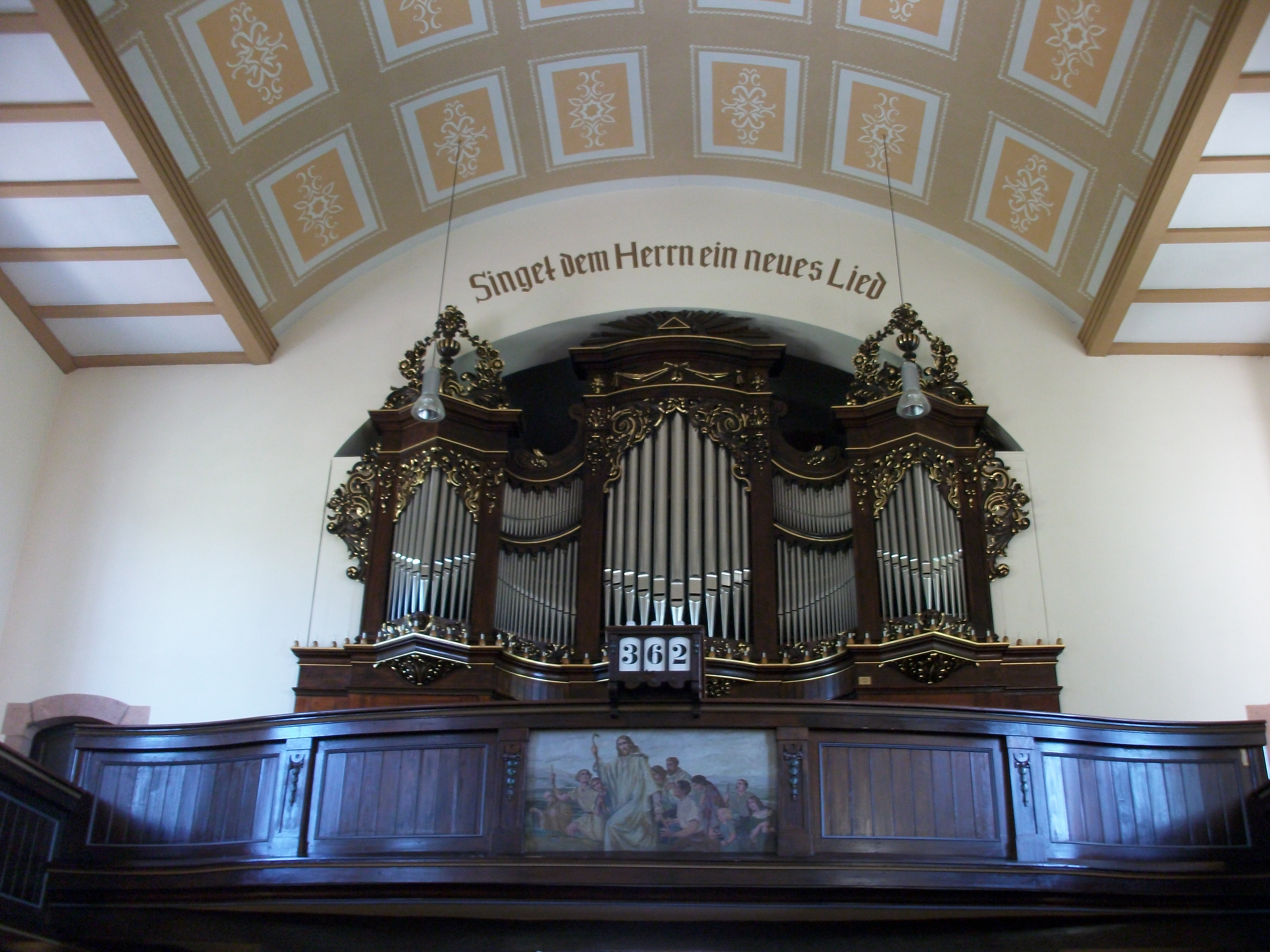
Orgel

Die Evangelische Kirche Pobershau ist die evangelisch-lutherische Pfarrkirche von Pobershau, einem Ortsteil der Gemeinde Marienberg im Erzgebirgskreis in Sachsen. Sie gehört zum Kirchenbezirk Marienberg der Evangelisch-Lutherischen Landeskirche Sachsens.

## Architektur
Der in exponierter Lage über dem Ort angelegte Kirchenbau von Pobershau wurde 1903/1904 nach Entwürfen des Dresdner Architekten Woldemar Kandler als Saalkirche in einfachen neubarocken Bauformen errichtet. Dem von einem Walmdach abgeschlossenen kubischen Baukörper ist seitlich ein Turmbau angefügt, der ab Traufhöhe der Kirche in ein Oktogon übergeht und mit einem Haubenhelm abschließt.
Der dreiseitig von Emporen umgebene Kirchenraum ist durch ein hölzernes Tonnengewölbe gedeckt, der halbkreisförmig geschlossene Altarraum ist kreuzgratgewölbt.

## Ausstattung
Die Kirche hat ihre originale Ausstattung mit Kanzel, Taufbecken und Altar bewahrt, dessen von dem Dresdener Maler Ludwig Otto geschaffenes Altarbild die Himmelfahrt Christi zeigt.

### Orgel
Die mit 22 Registern ausgestattete Orgel mit barockem Prospekt wurde 1904 von der Firma Jehmlich Orgelbau Dresden erbaut. Während des Ersten Weltkriegs wurden 1917 im Zuge einer Beschlagnahme für Kriegsbedarf die zinnernen Prospektpfeifen konfisziert, um erst 2004 bei der Restaurierung durch Georg Wünning aus Großolbersdorf wieder ersetzt zu werden. Über der Orgel ist der Spruch „Singt dem Herrn ein neues Lied“ nach Psalm 96 aufgemalt.
Die Orgel besitzt folgende Disposition:
| Hauptwerk |               |       |
| 1.        | Bordun        | 16′   |
| 2.        | Principal     | 08′   |
| 3.        | Rohrflöte     | 08′   |
| 4.        | Oktave        | 04′   |
| 5.        | Gemshorn      | 04′   |
| 6.        | Oktave        | 02′   |
| 7.        | Blockflöte    | 02′   |
| 8.        | Quinte        | 1 ⁄3′ |
| 9.        | Mixtur III–IV |       |

| Positiv |                |       |
| 10.     | Quintadena     | 8′    |
| 11.     | Gedackt        | 8′    |
| 12.     | Salizional     | 8′    |
| 13.     | Prinzipal      | 4′    |
| 14.     | Nassat         | 2 ⁄3′ |
| 15.     | Nachthorn      | 2′    |
| 16.     | Sifflöte       | 2′    |
| 17.     | Terzzimbel III |       |

| Pedal |              |     |
| 18.   | Subbaß       | 16′ |
| 19.   | Violinbaß    | 08′ |
| 20.   | Prinzipalbaß | 08′ |
| 21.   | Choralbaß    | 04′ |
| 22.   | Posaune      | 16′ |